# Macks Creek
Macks Creek è una comunità non incorporata e census-designated place situata nella parte sud-ovest della contea di Camden dello Stato del Missouri, negli Stati Uniti. La popolazione era di 244 abitanti al censimento del 2010.

## Geografia fisica

### Territorio
Macks Creek è situata lungo il corso d'acqua omonimo Macks Creek e sulla U.S. Route 54, a dodici miglia ad ovest di Camdenton e a dodici miglia ad est di Preston.
Secondo il United States Census Bureau, la città ha una superficie totale di 1,18 miglia quadre (3,06 km²), di cui 1,17 miglia quadre (3,03 km²) sono terraferma e 0,01 miglia quadre (0,03 km²) consistono di acqua.

## Storia
Un ufficio postale chiamato Macks Creek è operativo dal 1872. La comunità prende il nome dal corso d'acqua nelle vicinanze, che probabilmente venne così denominato in onore della famiglia locale Mack o Hack.
Nel 1997, un'ispezione dello stato delle casse di Macks Creek ha rivelato gravi difficoltà finanziarie. Poco dopo, praticamente tutti gli ufficiali comunali si sono dimessi e la città stessa ha dichiarato bancarotta.
Il 7 agosto 2012 gli elettori hanno approvato lo scioglimento del comune con il 69% dei voti a favore della mozione, (oltre la percentuale minima richiesta del 60%) processo che si è rivelato essere lento e complesso.

### Designazione come trappola per la velocità
Per anni, Macks Creek è stata una delle più famigerate speed trap (lett. "trappole di velocità") nella nazione, con un limite di velocità rigorosamente applicato di 45 miglia all'ora (72 km/h) lungo la U.S. Route 54, che aveva un limite di velocità di 55 miglia all'ora (89 km/h) su entrambi i lati della città.
Nel 1995, questa pratica venne interrotta quando lo stato del Missouri approvò una legge che vieta alle città di raccogliere più del 45% del loro reddito totale dalle multe per eccesso di velocità. Macks Creek avrebbe apparentemente raccolto circa l'85% del suo reddito dalle multe per eccesso di velocità. In seguito alla promulgazione della legge, che prendeva il nome proprio dall cittadina, la stazione di polizia fu chiusa e il sindaco presentò le sue dimissioni.
Nel maggio del 2022, la rivista Reason commentò "Se una piccola città ha una legge che porta il suo nome, probabilmente non è per una buona ragione. Questo è stato il caso di Macks Creek, una fastidiosa trappola per la velocità che ha ispirato la legislatura del Missouri a promulgare la legge Macks Creek nel 1995. Questa legge ha stabilito al 45% la percentuale di reddito annuale che le città potevano generare dalle multe per le infrazioni alla velocità."

## Cultura

### Istruzione
Il distretto scolastico Macks Creek R-V gestisce una scuola elementare e il Liceo Macks Creek.
Macks Creek dispone di una biblioteca pubblica, un ramo del Distretto della Biblioteca della Contea di Camden.